# Hide
Macumoto Hideto (松本 秀人; Hepburn: Matsumoto Hideto; művésznevén hide (IPA: [çide̞]); Jokoszuka, Kanagava prefektúra, 1964. december 13. – Tokió, 1998. május 2.) japán gitáros, aki az X Japan együttessel lett népszerű. Az amerikai Zilch együttes egyik alapító tagja. Szólókarrierjében is sikeres volt. Utónevéből rövidített művésznevét az X Japan tagjaként HIDE alakban preferálta, szóló előadóként a kisbetűs hide formátumot használta, és halála után is így hivatkoznak rá.
Az X Japannal és szóló előadóként is több millió lemezt adott el Japánban. 1987-ben lett a visual kei mozgalom prominens szereplőjének tartott X Japan gitárosa a zenekarvezető Yoshiki felkérésére és 1997-ig, az együttes feloszlásáig játszott velük. Szólókarrierje 1993-ban kezdődött, majd az együttes feloszlása után is folytatódott. Kísérletező dalszerző volt, a progresszív metal mellett az alternatív rock, az indusztriális rock és a hard rock műfajaiban alkotott, különféle hangszereléssel kísérletezett. Dalszövegei sötétek voltak és szókimondóak, szerzeményei gyakran az elidegenedés és frusztráltság témakörét járták körbe. Jellegzetes, extrém külsejéről volt ismert, rózsaszín, vörös és szőke árnyalatokban festett, hatalmas hajkoronát viselt és erős sminket.
Karrierje csúcsán, harmadik stúdióalbuma felvételei közben és az újonnan alakult Zilchcsel való nemzetközi megjelenése előtt halt meg, 1998-ban. Halálát hivatalosan öngyilkosságként könyvelte el a rendőrség.
Hidét a konformista társadalom ellen lázadó japán fiatalok egyik ikonjaként tartják számon, akinek halálával „véget ért egy korszak”.

## Pályafutása

### 1964–1987: gyermekkora és a Saver Tiger
Jokoszuka Midorigaoka kerületében született a Szent József Kórházban (Szei Jozefu bjóin (聖ヨゼフ病院; Hepburn: Sei Yozefu byōin)). Tanulmányait a Jokoszuka Siricu Tokiva Csúgakkó (横須賀市立常葉中学校; Hepburn: Yokosuka Shiritsu Tokiwa Chūgakkō) alsó-középiskolában végezte. Jó tanuló volt, az iskola mellett kendózni járt. 15 évesen ismerkedett meg a rockzenével a Kiss együttes Alive! című albumának köszönhetően. Ekkor kapta első elektromos gitárját is, egy Gibson Les Paul Deluxe-öt a nagymamájától.
1980-ban felvették a Zusi Kaiszei Kótógakkó ( 逗子開成高等学校; Hepburn: Zushi Kaisei Kōtōgakkō) felső-középiskolába Zusi városában, ahol az iskolai fúvószenekarba is bekerült. Innen azonban hamar kilépett, mert klarinétot választottak a számára, miközben ő trombitán akart játszani. Ezután a gitárra koncentrált. Autodidakta módon tanult rajta játszani, a televízió előtt ülve. Osztálytársai a Gibson becenevet ragasztották rá, mert állandóan magával cipelte a gitárját. 1981-ben megalapította a Saber Tiger nevű együttest, és egy évvel később már jokoszukai zenés bárokban (ライブハウス, „live house”) léptek fel.
Az együttes mellett folytatta tanulmányait, fodrászatot és divattervezést tanult. 1984-ben fodrász végzettséget szerzett. 1985-ben a Saber Tiger megjelentette azonos című kislemezét két dallal, Double Cross és Gold Digger címen. Novemberben a Vampire című daluk felkerült a Heavy Metal Force III válogatáslemezre, melyen például az X és a Jewel együttesek dalai is szerepeltek.
1986-ban az együttes Saver Tigerre változtatta a nevét, hogy megkülönböztessék magukat a szapporói Saber Tiger együttestől. Az új névvel először a Devil Must Be Driven out with Devil című válogatáslemezen szerepeltek a Dead Angle és az Emergency Express című dalokkal. Továbbra is felléptek zenés bárokban és klubokban, mint a Meguro Rokumeikan, az Omiya Freaks vagy a Meguro Live Station. 1987. január 28-án a Saver Tiger feloszlott, mert hide megunta a gyakori tagváltásaikat (énekesük, Kyo és a dobosuk, Tecu a D’erlanger együttes tagja lett). Ekkor hívta meg Yoshiki hidét, hogy legyen az X gitárosa.

### 1987–1997: X Japan

hide 1993-ban a szilveszteri Tokyo Dome-koncert után a turnébuszban, védjegyévé vált hatalmas rózsaszín hajkoronával

1987 februárjában lett az X Japan (akkori nevén X) tagja, és szólógitárosi pozíciója mellett dalszerzőként is közreműködött, olyan dalokat írt, mint a Celebration, a Joker vagy a Scars című kislemez. Az együttes első nagylemeze Vanishing Vision címmel jelent meg a Yoshiki alapította Extasy Records kiadónál 1988. április 14-én. Az X Japant a glam rockhoz hasonló, visual kei elnevezésű japán zenei mozgalom egyik alapítójaként tartják számon, a név feltehetően az együttes „Psychedelic Violence Crime of Visual Shock” (A vizuális sokk pszichedelikus erőszak(os) bűntette) szlogenjéből származik, melyet hide írt fel egy korai szórólapjukra. Az X Japan az elsők közé tartozott a japán előadók közül, akik úgy értek el mainstream sikereket, hogy közben független kiadónál voltak.
Az X első nagykiadós lemeze, a Blue Blood 1989. április 21-én jelent meg és 6. helyen debütált az Oricon slágerlistáján. 1990-ben elnyerték a Japan Gold Disc Award legjobb új előadójának járó díjat. Harmadik nagylemezük, a Jealousy 1991. július 1-jén jelent meg, rögtön első helyezett lett a slágerlistán, 600 000 eladott példánnyal. Később az egymillió eladott darabot is átlépte.
Az Art of Life középlemez 1993-ban jelent meg és vezette az Oricon slágerlistáját. Ezt követően az X Japan tagjai szólókarrierjükre koncentráltak, az 1995-ös kezdetű Dahlia-turnéra pedig már a visszafogottabb külső volt jellemző, hide kivételével, aki továbbra is harsány színű öltözékeket és hajszíneket preferált. Az utolsó lemezük, a Dahlia 1996. november 4-én került a boltokba és szintén első helyezett lett a slágerlistán. 1997 szeptemberében bejelentették az együttes feloszlását, majd december 31-én megtartották utolsó koncertjüket a Tokyo Dome-ban.

### 1993–1998: szólókarrierje
Szólókarrierje 1993-ban indult, amikor a Luna Sea két tagjával, Inorannal és J-vel M*A*S*S néven felvette a Frozen Bug című dalt, mely a Dance 2 Noise 004 válogatásalbumon jelent meg. A Zi:Kill együttes énekesével, Tuskkal a Seth et Holth című rövid művészfilmben játszottak főszerepet. 1994-ben jelent meg első szólólemeze Hide Your Face címmel, és 9. helyet ért el az Oricon slágerlistáján. A lemezen a vokál és dalszerzés mellett a legtöbb gitár- és basszusgitár szólamot is hide játszotta. Stílusában a lemez merőben különbözött az X Japan speed metalt keverő power metaljától, és az alternatív rock irányába mozdult el. A lemez megjelenését 13 állomásos, 70 000 embert vonzó turné követte márciusban, melyet májusban három újabb állomással egészítettek ki. A turnén élő zenekar kísérte, mely később a hide with Spread Beaver nevű projektjévé nőtte ki magát.
1996-ban hide létrehozta saját kiadóját LEMONed néven, miután meghallgatta a Zeppet Store együttes saját kiadású CD-jét, és úgy döntött, leszerződteti őket. Hide korábban is foglalkozott tehetségek felkutatásával, neki köszönhetően szerződtette le az Extasy Records (Yoshiki saját kiadója) a Zi:Kill, Luna Sea és Glay együtteseket. Szeptemberben megjelent hide Psyence című slágerlista-vezető albuma, melyet a Psyence a Go Go turné követett 19 fellépéssel. Ugyanebben az évben új együttest alapított Zilch néven, melynek tagjai I.N.A. (Spread Beaver), Joey Castillo (Queens of the Stone Age), Paul Raven (Killing Joke) és Ray McVeigh (The Professionals) voltak. 1997. augusztus 26-án Mix LEMONed Jelly néven négy tokiói éjszakai klubban szervezett gerillafellépést I.N.A-val közösen.
1998-ban, az X Japan feloszlását követően hide a Spread Beaverrel dolgozott, és új, Ja, Zoo című lemezére írt dalokat, azonban ez már csak halála után, zenésztársai által befejezve jelenhetett meg.

### Halála

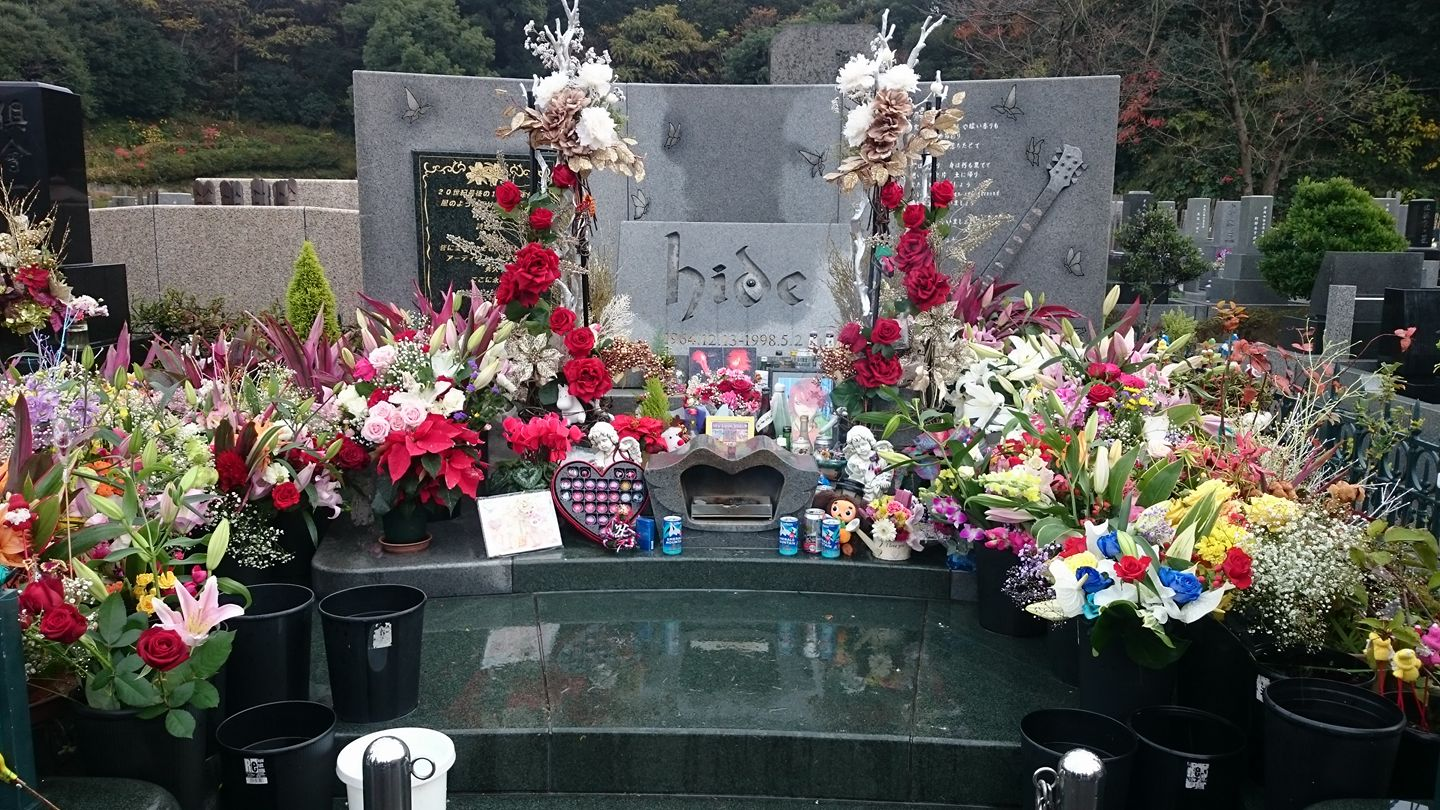
hide sírja; a sírkövön jobb oldalt, a gitár fölött a Hurry Go Round dalszövege olvasható

33 évesen vesztette életét 1998. május 2-a reggelén. Ivászattal töltött éjszakát követően Minato Minami-Azabu kerületében lévő lakásában találtak rá, a fürdőszobaajtó kilincsére csomózott törölközővel felakasztva. Öt nappal korábban tért vissza Japánba egy három hónapos Los Angeles-i tartózkodást követően. Május 1-jén a Spread Beaverrel televíziós műsorok felvételén vett részt, amit követően italozni ment a barátaival, majd az öccse, Hirosi autóval hazavitte, másnap reggel körülbelül 6:30-kor. 7:30 körül találtak rá eszméletlen állapotban, a sibujai Hiroóban található kórházba vitték, ahol 8:52-kor megállapították a halál beálltát.
A hatóságok öngyilkosságot állapítottak meg, és a média is ezt közölte le. 1998. május 7-én temették, mintegy 50 000-en vettek részt a szertartáson. Többen a tömegben rosszul lettek, csaknem 60 rajongót kórházba kellett vinni. A gitáros halálát követő egy héten belül három rajongó vetett véget az életének. A búcsúztatására a tokiói Cukidzsi Hongandzsi buddhista templomban került sor, sírja a kanagavai Miura városában található, hamvait azonban öccse a Santa Monica öbölben szórta szét. Hide sírkövére a Hurry Go Round című dalának szövegéből véstek fel részleteket.
Az öngyilkosságot vitatták zenésztársai, többek között Yoshiki és Taiji, az X Japan korábbi basszusgitárosa, akik szerint hide a gitárosokat sokszor sújtó hátfájdalmat akarhatta csökkenteni a kilincsre akasztott törölköző segítségével. Ezt a módszert az X Japan tagjai is alkalmazták. Zenésztársai véleménye szerint ittas állapotban hide elaludhatott és véletlenül fojtotta meg magát. A helyszínen nem találtak búcsúlevelet sem.
A Zilch basszusgitárosa, Paul Raven így nyilatkozott: „Pár nappal a halála előtt láttam, nem éreztem, hogy bármi gond lenne, csak kimerültnek tűnt.” Ugyanakkor hozzátette, hogy hidén „nagy volt a nyomás” a Ja, Zoo album felvételei miatt. Úgy vélte, az elkészült lemeznek nem sok köze lett végül hidéhez, mert szerinte csak három dalt fejezett be a halála előtt. Hirosi, hide testvére azonban a 2010-ben megjelent könyvében azt írta, hat dal volt készen.

## Magánélete
Hidének egy öccse van, Hirosi, aki a menedzsere és a sofőrje volt. Bátyja halála után annak hamvait a Santa Monica öbölben szórta szét, egy üveg bort dobott mellé a tengerbe. Hirosinak van egy fia, akit hide a Hide Our Psychommunity Tour turné során felhívott a színpadra és énekelt is neki. Hirosi a hidét, illetve hagyatékát menedzselő Headwax Organization elnöke, de szerepel a Ja, Zoo albumon is a Pink Cloud Assembly című dalban.
1998. május 1-jén, halála előtt egy nappal a Rocket Punch! című televíziós műsornak adott interjújában hide úgy nyilatkozott, hogy barátnője van.

## Dalszerzői tevékenysége és hatása
- "Pink Spider"A Ja, Zoo című albumról, 1998. A dal koncepciója alapján 2011-ben musical is készült.

Nem tudod lejátszani a fájlt?
Hide többször említette, hogy nagy rajongója volt a Kiss együttesnek, különösen Ace Frehleynek. Azokat a gitárosokat kedvelte, akik játéka „könnyednek” tűnt, és akik rendelkeztek „tehetséggel, megfelelő külsővel és hozzáállással”; ilyennek tartotta Frehleyt, Jimmy Page-et és Joe Perryt. Azt is nyilatkozta, az Iron Maiden azonos című albuma alapján tanulta meg, hogyan írjon szólamot két gitárra („ikergitárra”, amilyen az X Japan felállása is volt).
Az X Japan együttes fő dalszerzője Yoshiki, a zenekar többi tagja közül hide írta a legtöbb dalt, és ő az egyetlen Yoshikin kívül, akinek szerzeménye kislemezként is megjelent. Kísérletező dalszerző volt, az 1989-es Blue Blood című albumon megjelent Xclamation című dalban, melyet Taijival közösen írt, indiai dob hallható, a Scars pedig progresszív metal stílusú. Alexey Eremenko az AllMusictól úgy véli, a Scars és a Drain dalok az 1996-os Dahlia albumon előrevetítik hide későbbi kísérletezését az indusztriális rockkal. Philip Brasor a The Japan Timestól megjegyezte, hogy amikor hide meghalt, „a japán metal elveszítette a legnagyobb gyakorló újítóját.”
Hide a szóló munkáiban nagyon más hangszereléssel kísérletezett, mint amilyenre az X Japan keretei között lehetősége volt. A Hide Your Face album nyitódala, a Psychommunity például négy gitárszólammal operál és egy teljes vonós szekciót felvonultat. A Blue Sky Complex című dalban drop C hangolást használt, trombitát és orgonát. Műfaji tekintetben is eltért az X Japanban megszokottól, jobbára alternatív rock és hard rock vonalon mozognak a dalai. A Psyence című album címadó dala big band/dzsesszkompozíció, rézfúvósokkal, azonban a lemez túlnyomó részt mégis indusztriális rock, különféle gitáreffektekkel tarkítva. A lemezen a gitár mellett hide basszusgitáron is játszott, a 16 dalból 14-ben.
Dalszövegei gyakran voltak komorak, sötétek. Michael Furmanovsky szerint a szövegei „szexuálisak” és „sértőek” voltak, egy tévébemondó szerint pedig „szinte minden, amit csinált, groteszk volt. Öt évig beszélt az öngyilkosságról a lemezein. De az őt követő rajongók tudták, hogy mindemögött egy szilárd jellemű hide állt. Rendkívül szókimondó volt a szabadsággal kapcsolatosan, és hogy azt tehetsz, amit akarsz.” Szerzeményei gyakran szóltak az elidegenedésről, frusztráltságról. Bryan Burton-Lewis rádiós és televíziós műsorvezető szerint Japánban leginkább a vidéki fiatalokat fogta meg az X Japan zenéje, akik épp lázadó korszakukat élték, „mind arról beszélnek, hogy [hide] értelmet adott az életüknek.” Janai Maki rádiós műsorvezető szerint a rajongók azt a lázadót látták benne, akivé a társadalom nem engedte, hogy ők maguk váljanak.

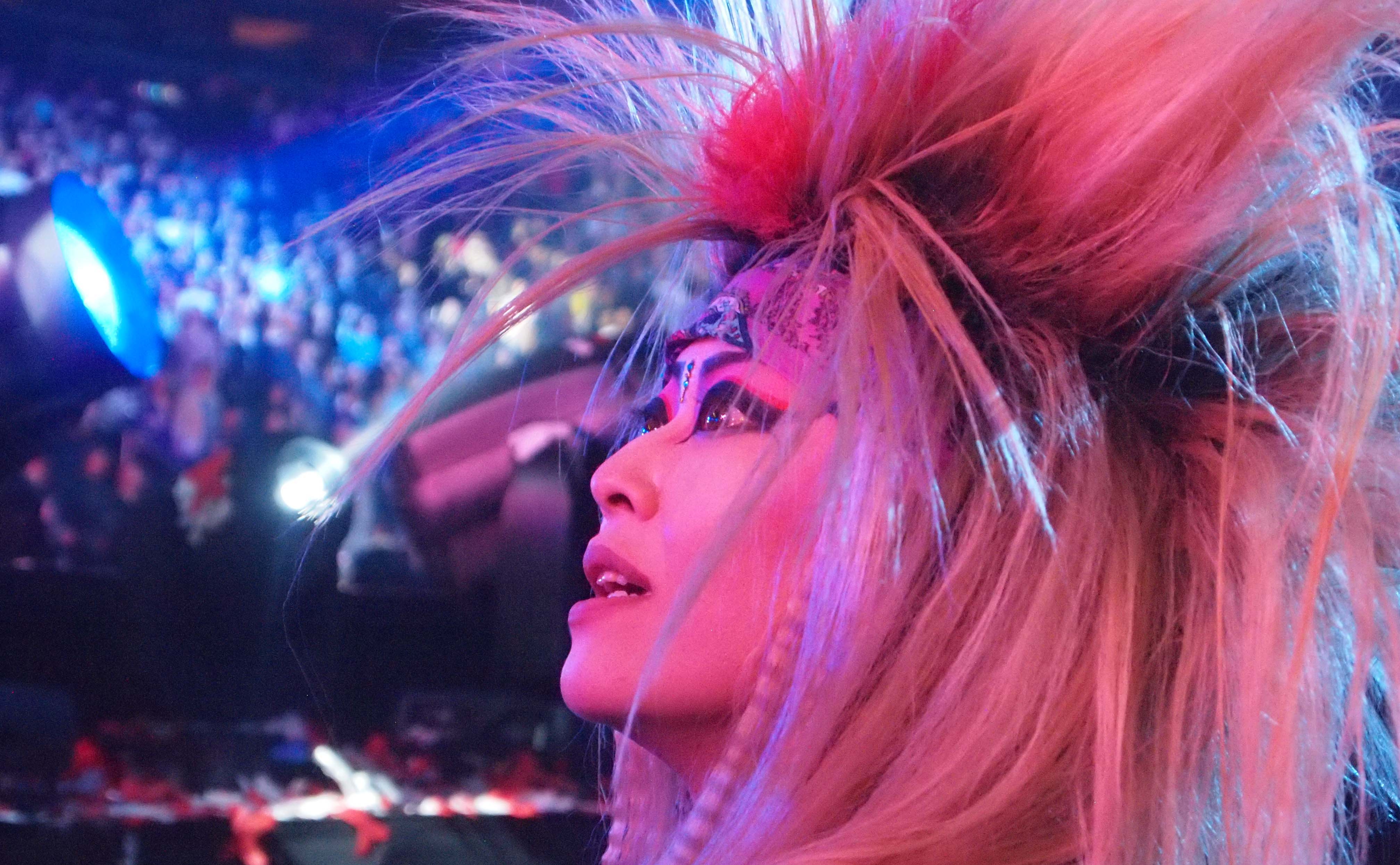
Hidét cosplayelő rajongó az X Japan 2014-es Madison Square Garden koncertjén

Az X Japant a glam rockhoz hasonló, visual kei elnevezésű japán zenei mozgalom egyik alapítójaként tartják számon, a név feltehetően az együttes „Psychedelic Violence Crime of Visual Shock” (A vizuális sokk pszichedelikus erőszak(os) bűntette) szlogenjéből származik, melyet hide írt fel egy korai szórólapjukra. Nem csak az X Japan egésze, de hide maga is számos zenészt inspirált, többek között olyan előadók nyilatkoztak úgy, hogy hatással volt rájuk, mint a D’espairsRay, Miya a Mucc zenekarból, Hicugi a Nightmare-ből, Syu a Galneryusból, Hizaki és Teru a Versailles-ból, a heidi. együttes tagjai, Naoto a Deathgaze-ből, Sun a DuelJewelből, Kóicsi a Laputából, Jui a Vidollból, Reo a lynch.-ből, Kyo és Kaoru a Dir en greyből, a DaizyStripper tagjai, Kohshi a Flow együttesből, a MarBell tagjai, Anza, a Head Phones President énekesnője, DJ Ozma, Szuzuki Ami, Ling a Silver Ashből, Isimoto Csiemi a Mass of the Fermenting Dregsből, és Momocsi Minami. Kavamura Rjúicsi úgy nyilatkozott, hogy hide nagy befolyással volt a Luna Sea-re.
Hidét hasonlították már Kurt Cobainhez és Jimi Hendrixhez is a japán fiatalokra való hatását tekintve, aki „gitáristen státusba emelkedett”. Josephine Yun szerint a kirívó megjelenésű hide „színpadi énje szemtelen volt, felháborítóan pimasz, csúfolódó és agresszív, és ez lázba hozta a japán fiatalokat, miközben elborzasztotta az idősebb generációkat. Sok japán érezte azt, hogy megfojtják a szabályok, és emiatt azonosulni tudtak hide csintalan lázadásával; kultuszfigurává vált.” Neil Strauss szerint hide „ki nem állhatta a zeneipart és meg akarta változtatni”, és úgy érezte, fogságba esett a popsztár imidzsében. Strauss úgy vélte, a gitáros „a rajongók egy olyan generációját képviselte, akik megtapasztalták az elidegenedés érzését, és a halála egy műfaj végét jelentette.” Hide halálát követően Steve McClure a Billboard magazinban azt írta, „véget ért egy korszak”: „Az X volt a visual kei együttesek első generációja, […] A következő generációk úgy érezhetik, ennyi, most nálunk a labda.”

## Megjelenése
Külsejét tekintve rendkívül eklektikus, extrém, kirívó és androgün megjelenésű volt, rózsaszín, vörös és szőke árnyalatokban festett, hatalmas hajkoronát viselt, erős sminket. Fodrásznak tanult, kritikusok szerint ezt a tudását minden bizonnyal felhasználta a hajstílusa kialakításában. Hideo Canno fényképész sokszor dolgozott együtt vele, szerinte hide egyedi stílust képviselt, kivételes alany volt a fényképészek számára, a „saját excentrikus módján improvizálva” használta a tradicionális japán elemeket a megjelenésében, öltözködésében. Szívesen viselt olyan feltűnő szín- és mintakombinációkat, amelyek hétköznapi embereken „ordenárénak” tűntek volta, neki azonban jól álltak. Egyedi módon keveredett stílusában a cyberpunk, a punk és a glam. Nem szeretett smink nélkül megjelenni a nyilvánosság előtt, testvérét arra kérte, ha meghalna, hideként temessék el, smink nélküli arcát ne mutassák. 2013-ban hide Closet Collection címmel könyv jelent meg, melyben részletes fotókon mutatták be fellépőruháit és kiegészítőit.

## Emlékezete

### 1998–2010

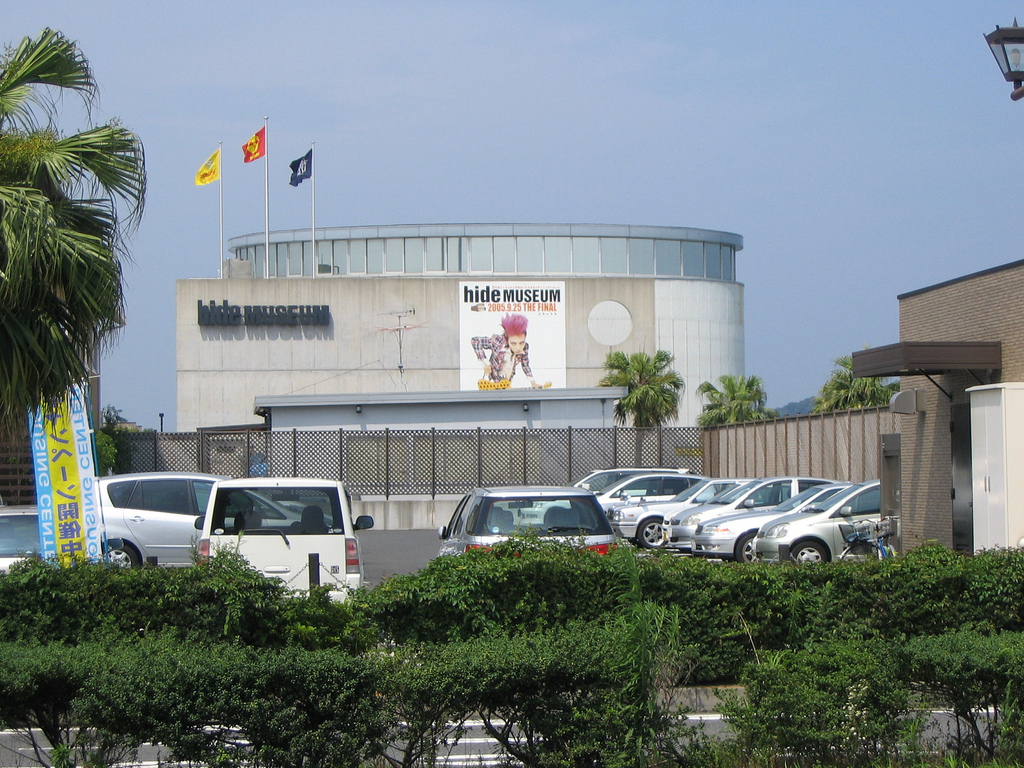
A hide múzeum épülete 2005-ben

1998 májusában megjelent a Pink Spider kislemez, mely az Oricon slágerlistáján az első helyet érte el. Az év végére több mint egymillió példányban fogyott el és az év 11. legsikeresebb kislemeze lett. Az Év dala díjat is elnyerte a 13. Japan Gold Disc Awardon, majd az MTV Video Music Awardson a japán nézők választása kategóriában is nyert. Emellett az Ever Free és a korábban kiadott Rocket Dive eladása is jelentősen megnőtt, amire Neil Strauss amerikai újságíró úgy reagált, hogy „pár hét alatt a japán popkultúra hide halálának gyászolásától eljutott a fogyasztásáig.”
A Zilch debütáló albuma, a 3.2.1. júliusban jelent meg és 2. helyezést ért el az Oriconon. A hide halálakor befejezetlenül maradt Ja, Zoo albumot zenésztársai fejezték be, koproducere I.N.A. volt és novemberben került a boltokba; az előadó megnevezése itt hivatalosan „hide with Spread Beaver” lett. Ez a lemez is második lett a slágerlistán, majd a következő év végéig elérte az egymillió eladott példányt. Októberben és novemberben a Spread Beaver hide nélkül is végigcsinálta a Tribal Ja, Zoo Tour nevű turnét, mely mintegy 50 000 nézőt vonzott.
1999. május 1-jén Tribute Spirits címmel jelent meg válogatásalbum, melyen hide dalainak feldolgozásai szerepeltek olyan előadók tolmácsolásában, mint a Buck-Tick, a Luna Sea, az Oblivion Dust, a Glay, Hotei Tomojaszu vagy Cornelius, de az X Japan tagjai közül Yoshiki, Pata és Heath is közreműködik a lemezen, mely egy sorozat első darabja lett.
2000. július 20-án hide szülővárosában, Jokoszukában múzeum nyílt az emlékére. A sajtó állítása szerint a köztudottan X Japan-rajongó japán miniszterelnök, Koizumi Dzsunicsiró közbenjárásának köszönhető a múzeum létrejötte. Eredetileg három évre tervezték, végül azonban öt évig működött a múzeum, 2005. szeptember 25-ig, és összesen 400 000 látogatója volt.
Az X Japan tagjai 2007-ben újraalakították az együttest, és felvettek egy új dalt, I.V. címmel, melyhez hide korábban rögzített gitárjátékát is felhasználták. Az együttes Resume Attack 2008 I.V. – Towards Destruction című koncertsorozatának három estéjén (Night of Destruction, Night of Madness, Night of Creation) három vendéggitáros vette át hide szerepét: Wes Borland (Limp Bizkit), Richard Fortus (Guns N’ Roses) és Sugizo (Luna Sea). Az Art of Life dal közben hide hologramja jelent meg a színpadon (az 1993-as Tokyo Dome-felvétel alapján készítették). Az együttes továbbra is tagként tekint hidére, minden koncerten megemlékeznek róla.

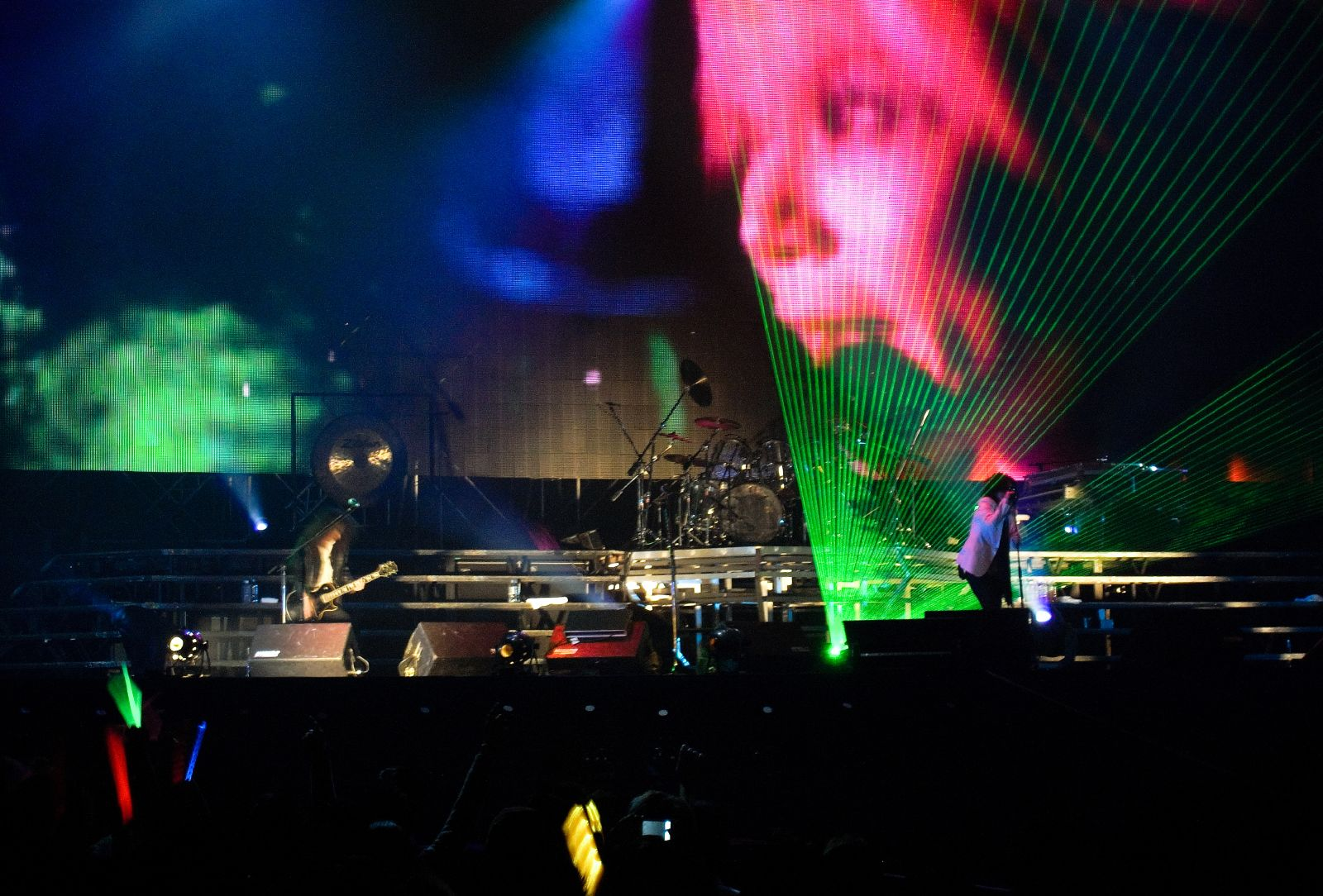
Az X Japan 2009-es koncertje hide felvételével a háttérben. Az együttes továbbra is tagjának tekinti a gitárost.

2007 júliusában Yoshiki bejelentette, hogy több művésszel is tárgyal egy megemlékező koncerttel kapcsolatban, hide halálának 10. évfordulójára. A hide memorial summit elnevezésű koncertsorozatot 2008. május 3-án és 4-én tartották meg a tokiói Adzsinomoto Stadionban, többek között az X Japan, a Dir en grey, a D’espairsRay és a Versailles részvételével; az esemény kedvéért pedig ideiglenesen összeállt a már feloszlott Luna Sea és Phantasmagoria is. Fellépett a hide with Spread Beaver is, hide élő- és stúdiófelvételeinek felhasználásával. A szervezők mintegy 100 000 nézővel számoltak.
Hide dalainak számos remixváltozata, feldolgozása, újrakiadása, illetve válogatásalbumok sokasága jelent meg a halála óta, többek között korábban kiadatlan felvételek is, különféle formátumokban, például hanglemezen. 2010-ben, halálának 12. évfordulóján megemlékezést tartottak a Cukidzsi Hongandzsi templomnál, mintegy 35 000 résztvevővel.
2010 augusztusában hide menedzsmentje, a Headwax Organization pert indított az X Japant menedzselő Japan Music Agency ellen hide képeinek jogtalan használatáért. A periratok szerint a cég azt állította, hogy kötöttek korábban szerződést, mely megengedte az X Japannek hide képmásának használatát, azonban a Nissan Stadionban tartott koncertek idején a szerződés már nem volt érvényben.

### 2011–
2011. március 8-án mutatták be a hide zenéjére épülő Pink Spider című musicalt, melyet a gitáros azonos című daláról neveztek el. Hide korábban említette, hogy szeretne egyszer „rockoperát” készíteni, valamint azt mondta, hogy a Pink Spider története nincs befejezve a kislemezen, nyitott maradt. A musical ezt az irányt igyekezett követni, a nyitott gondolatsort végigvinni. A főszerepben Minamiszava Nao és Takahasi Hitomi volt látható, egy Meru nevű lányt alakítottak, aki kedveli a rockzenét és a való világ, valamint egy fiktív világ, a Psychocommunity között vergődik. A defspiral együttesből Taka, és J a Luna Sea-ből is szerepelt a darabban. A musicalt március 8. és 27. között játszotta a Tokyo Globe Theater, majd áprilisban több városban is bemutatták. A produkció zenei rendezője I.N.A. volt. A darabban felhasznált eredeti hide-dalokat Musical Number: Rock Musical Pink Spider címmel március 2-án jelentették meg lemezen.
2013-ra hide Rocket Dive 2013–2014: 20th Solo Works & 50th of Birth Anniversary címmel terveztek eseménysorozatot, melyben filmvetítés, a hide múzeum újranyitása és egy újabb hide memorial summit fesztivál szerepelt. Július 3-án két tribute album jelent meg, melyeken újabb visual kei előadók dolgozták fel hide dalait, mint például a heidi., a Sadie, a Matenrou Opera és a Screw. Augusztus 28-án újabb két feldolgozásalbum látott napvilágot, az elsőn hide dalainak klasszikus zenei feldolgozásai szerepeltek, a másodikon I.N.A. által remixelt verziók. Ezt december 18-án újabb két lemez követte, az elsőn női előadók feldolgozásai találhatóak, mint Kóda Kumi vagy Vakesima Kanon, a másikon rockelőadóké, mint a D’erlanger és a Kinniku sódzso tai. Június 27 és 28 között a hide múzeum Odaibában üzemelt, majd augusztus 7. és szeptember 8. között a Universal Studios Japan oszakai telephelyén. A kiállításon hide élethű viaszfiguráit is meg lehetett tekinteni. Ugyanebben az évben a hide Alive the Movie: hide Indian Summer Special Limited Edition című koncertfilmet egész Japánban vetítették a mozik. Korlátozott számban lehetett kapni olyan jegyeket is a filmre, amelyek mellé az 1996-os élő koncert felvételeit tartalmazó CD-t adták ajándékba.
2013 márciusában a Headwax Organization bejelentette, hogy hide miurai sírkövét vandálok egy éles tárggyal megrongálták, és hogy ha hasonló történik, a sírt kénytelenek lesznek lezárni a nagyközönség előtt. Szeptember 14-én hide „fellépett” az egyszeri alkalomra összeállt Super Banddel a szodegaurai Kisidan banpaku fesztiválon, dalonként változó zenekartagokkal; a vokálját használták fel a koncerten. Többek között fellépett J, Imai Hiszasi, Hisashi, Morioka Ken, és Tecu a D’erlanger-ből. 2014. december 14-én a Universal Music Group megjelentetett egy olyan felvételt Co Gal (Ko gjaru (子　ギャル; Hepburn: Ko gyaru)) címmel, mely hide egyik befejezetlen dala volt. A felvételt I.N.A fejezte be a Yamaha vocaloid technológiájának segítségével, mely életre keltette a halott zenész hangját. A dalt eredetileg demóként a Ja, Zoo-hoz vették fel 1998-ban és két évbe telt a vocaloid technikával befejezni.
2015. május 23-án Junk Story címmel dokumentumfilmet mutattak be, melyen hide barátai, munkatársai és zenész ismerősei nyilatkoznak róla. 2016. október 15-én az X Japan és a Glay társaságában fellépett a Spread Beaver (hide vokáljával) a Visual Japan Summit fesztiválon. 2018. április 28-29-én hide 20th Memorial Super Live Spirits címmel megemlékező koncertet tartottak hide halálának 20. évfordulójára Tokióban, ahol fellépett többek között a Spread Beaver, a Buck-Tick, az Oblivion Dust, a Mucc és Hotei Tomojaszu. Május 26-án dokumentumfilmet mutattak be Hurry Go Round címmel. Június 6-án válogatáslemez jelent meg Tribute Impulse címmel, melyen olyan előadók működnek közre, mint Miyavi, az Acid Android vagy Nisikava Takanori.
2022 nyarán jelent meg Cukamoto Renpei Tell Me: Hide to mita kesiki (TELL ME ～hideと見た景色～) című filmje, mely hide öccsének, Hirosinak a 2010-ben megjelent könyve, valamint I.N.A. 2018-as könyve alapján készült. A film azt az időszakot dolgozza fel, amikor hide halálát követően Hirosi és I.N.A. megpróbálták befejezni a zenész utolsó lemezét. Hirosi szerepében Imai Cubasza látható, hidét a Fuzzy Control együttes tagja, Juon alakítja, I.N.A. szerepére Cukamoto Takasit szerződtették. A Spread Beaver további tagjait Kavano Naoki (Joe), a Sex Machineguns tagja, Shingo☆ (Chirolyn), Kaszahara Orito (Kijosi), Kubo Júki (D.I.E.) és Kataoka Maszato (K.A.Z) alakítja.

## Hangszerei

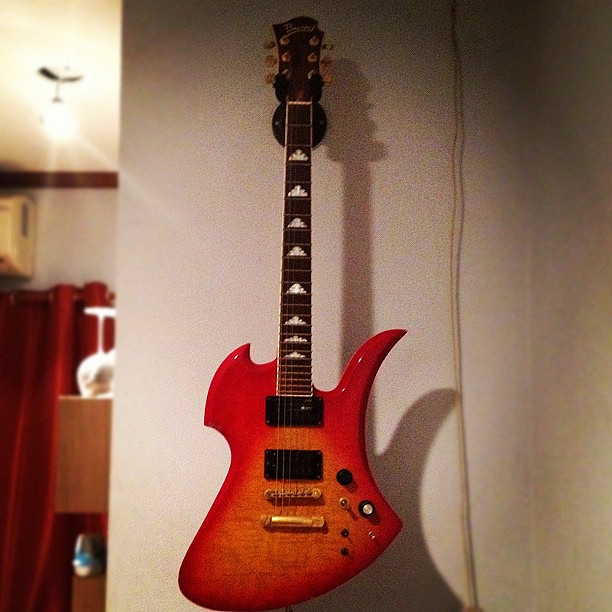
Burny MG-X 130S típusú hide signature gitár

Hide rajongott a Bow Wow gitárosaiért, Jamamoto Kjódzsiért és Szaito Micuhiróért, ezért Szaito kedvenc típusát, a B.C. Rich Mockingbirdöt szerette használni. Számos Fernandes gitárja volt, a Fernandes továbbra is gyárt hide-modelleket, összesen 17 félét, köztük a népszerű „piros szíves” és „pszichedelikus” mintázatú verziókat. Ezen túl több gyártótól is voltak gitárjai, egyik 1959-es Gibson Les Paul gitárja korábban Mick Marsé volt (Mötley Crüe). Gitárjait és egyéb felszereléseit a jokoszukai hide múzeumban is kiállították.
Gitárjai közül a nevezetesebbek (a hide múzeum kiállítási információi alapján):
- Fernandes FMG-175, Army Panther-festés: ezt a gitárt a Saver Tiger-beli időkben használta.
- MG, „amőba”-festés: az X-es indie korszakban használt gitárja, gyártója ismeretlen, valószínűleg Fernandes. hide maga festette a mintát a gitártestre filctollal.
- MG-X, „Paint”: pszichedelikus motívumokkal festett fekete MG, a minta hide saját alkotása. Ez lett az alapgitárja, amelyből a többi modelljét fejlesztették.
- MG-X, rózsa- és halálfej-díszítéssel: 1990-ben készült a Rose & Blood turnéra.
- MG-480X: plexiüveg Fernandes-modell, kifejezetten az Endless Rain videóklipjéhez készült, melynek forgatása közben hide véletlenül összetörte.
- MG-X „Shocking Pink”: szólóturnéjára készült, majd az X-koncerteken a szólófellépése közben használta, ekkor már fluoreszkáló festékkel volt átfestve.
- MG-X „Cherry Sunburst”: a Hide Your Face felvételeire készült, később többször átdolgozták.
- MG-X „Yellow Heart”: sárga alapon piros szíves mintás, a Cherry Sunburstből fejlesztették és az 1996-os Dahlia-turnéra készült. A legismertebb modellnek tartják.[18]
- MG-X „Airian”: zöld alapon sárga UFO-festés, a Psyence albumon jelenik meg, és az X Japan-koncerteken a Scars közben használta Drop D-hangolással.
- MG-X, fehér: az 1994-es Siroi joru („fehér éjszaka”) koncertre készült.
- MG-X, „Green Heart”: 1997-ben készült, a Yellow Heart alapján, világoszöld alapon piros szívekkel, a Last Live koncerten használta.

## Spread Beaver
Hide kísérőzenekara:
- Inada Kazuhiko (稲田和彦; Hepburn: Inada Kazuhiko?); I.N.A. – ütősök, programozás, elektromos dobok, háttérvokál; 1993–1998, 2008, 2016 (Zilch, Dope HEADz, Sonic Storage)
- Macukava Tosija (松川敏也; Hepburn: Matsukawa Toshiya?); Ran – gitár, háttérvokál; 1994–1996 (Blizard, X-Ray, Twinzer)
- Vatanabe Hirosi (渡邊紘士; Hepburn: Watanabe Hiroshi?); Chirolyn – basszusgitár, háttérvokál; 1994–1998, 2008, 2016 (Debonair, Madbeavers, Chirolyn & The Angels)
- Mijavaki Szatosi (宮脇知史; Hepburn: Miyawaki Satoshi?); Joe – dobok; 1994–1998, 2008, 2016 (44Magnum, Ziggy, Madbeavers, Rider Chips)
- Nozava Daidzsiró (野澤大二郎; Hepburn: Nozawa Daijirō?); D.I.E. – billentyűzet, zongora, háttérvokál; 1994–1998, 2008, 2016 (Loopus, Ra:IN, Minimum Rockets)
- Honma Kijosi (本間清司; Hepburn: Honma Kiyoshi?) – gitár, háttérvokál; 1996–1998, 2008, 2016 (Jewel, Virus, Media Youth, R, machine, Madbeavers, Lucy)
- Ivaike Kazuhito (岩池一仁; Hepburn: Iwaike Kazuhito?); K.A.Z – gitár, háttérvokál; 1998, 2008, 2016 (Oblivion Dust, Spin Aqua, Sonic Storage, Vamps)

Az X Japan gitárosa, Pata többször fellépett hidével és a Spread Beaverrel, valamint néhány stúdiófelvételen is szerepel. Jennifer Finch és Demetra Plakas, az amerikai L7 együttesből szintén kísérték hidét néhány televíziófellépésen, még a Spread Beaver megalakulása előtt, valamint a Doubt videóklipjében is szerepelnek.

## Diszkográfia
Stúdióalbumok
- Hide Your Face (1994)
- Psyence (1996)
- Ja, Zoo (a Spread Beaverrel, 1998)

Kislemezek
- Eyes Love You (1993)
- 50% & 50% (1993)
- Dice (1994)
- Tell Me (1994)
- Misery (1996)
- Beauty & Stupid (1996)
- Hi-Ho/Good Bye (1996)
- Rocket Dive (1998)
- Pink Spider (1998)
- Ever Free (1998)
- Hurry Go Round (1998)
- In Motion (2002)

## Ajánlott irodalom
- 荒木 REM 正彦 [Araki Maszahiko]. Pink Cloudy Sky. Bauhaus (1999). ISBN 978-4-8946-1296-9
- hide Days. [株式会社宝島社 Takaradzsimasa] (2003). ISBN 4-7966-2746-4
- 大島 暁美 [Ósima Akemi]. hide Bible. 音楽専科社 [Ongakuszenkasa] (2008). ISBN 978-4-87-279218-8
- Macumoto, Hirosi. 兄弟 追憶のhide (Brothers: Recollections of hide). Kodansha (2010). ISBN 4-0627-6640-X
- hide Closet Collection. Player Corporation (2013). ISBN 978-4896106862

## Fordítás
- Ez a szócikk részben vagy egészben  a   hide (musician) című angol Wikipédia-szócikk ezen változatának fordításán alapul.  Az eredeti cikk szerkesztőit annak laptörténete sorolja fel. Ez a jelzés csupán a megfogalmazás eredetét és a szerzői jogokat jelzi, nem szolgál a cikkben szereplő információk forrásmegjelöléseként.